# 日本坂峠
日本坂峠（にほんざかとうげ）は、静岡県焼津市花沢から静岡市駿河区小坂に至る峠を指す。単に日本坂（にほんざか）とも。
標高309メートル。旧東海道が通った。

## 概要
焼津市北部と静岡市との境界は稜線を成し、高草山や満観峰・花沢山などの山々が連なり駿河湾の大崩海岸まで達する。
日本坂峠はこの稜線上に位置する（満観峰と花沢山との間）。峠に至るルートは旧東海道の１つとされ、焼津市側の花沢集落（花沢の里）を抜けて集落北端の法華寺脇から登坂し、峠を降りると静岡市側の小坂集落に至る。峠を分岐点に、稜線のルートは満観峰や大崩海岸方向にも行けるハイキングコースである。東海自然歩道のバイパスルートも通っている。
地名に「日本」を冠する由来は、日本神話における景行天皇の時代に、焼津に上陸した日本武尊がこの峠道を越えて東国征討に向かったという伝承からと言われている。